# Fran Kranz
Francis Elliott „Fran“ Kranz (* 13. července 1981 Los Angeles, Kalifornie) je americký herec.
Herectví se věnoval už od dětství, v roce 2004 vystudoval Yale University. V televizi debutoval v roce 1998 v jednom díle sitcomu Frasier, na stříbrném plátně se poprvé objevil v roce 2001. Postupně hrál např. ve filmech Donnie Darko, Training Day, Švindlíři, Vesnice, Oběť: Lovec krve, Televizní hrátky či Deník malého poseroutky 2. V letech 2009 a 2010 ztvárnil Tophera Brinka, jednu z hlavních postav v seriálu Dům loutek. S jeho autorem Jossem Whedonem spolupracoval i v dalších letech, když dostal významné role v jeho filmech Chata v horách a Mnoho povyku pro nic (oba 2012).